# Port Lockroy

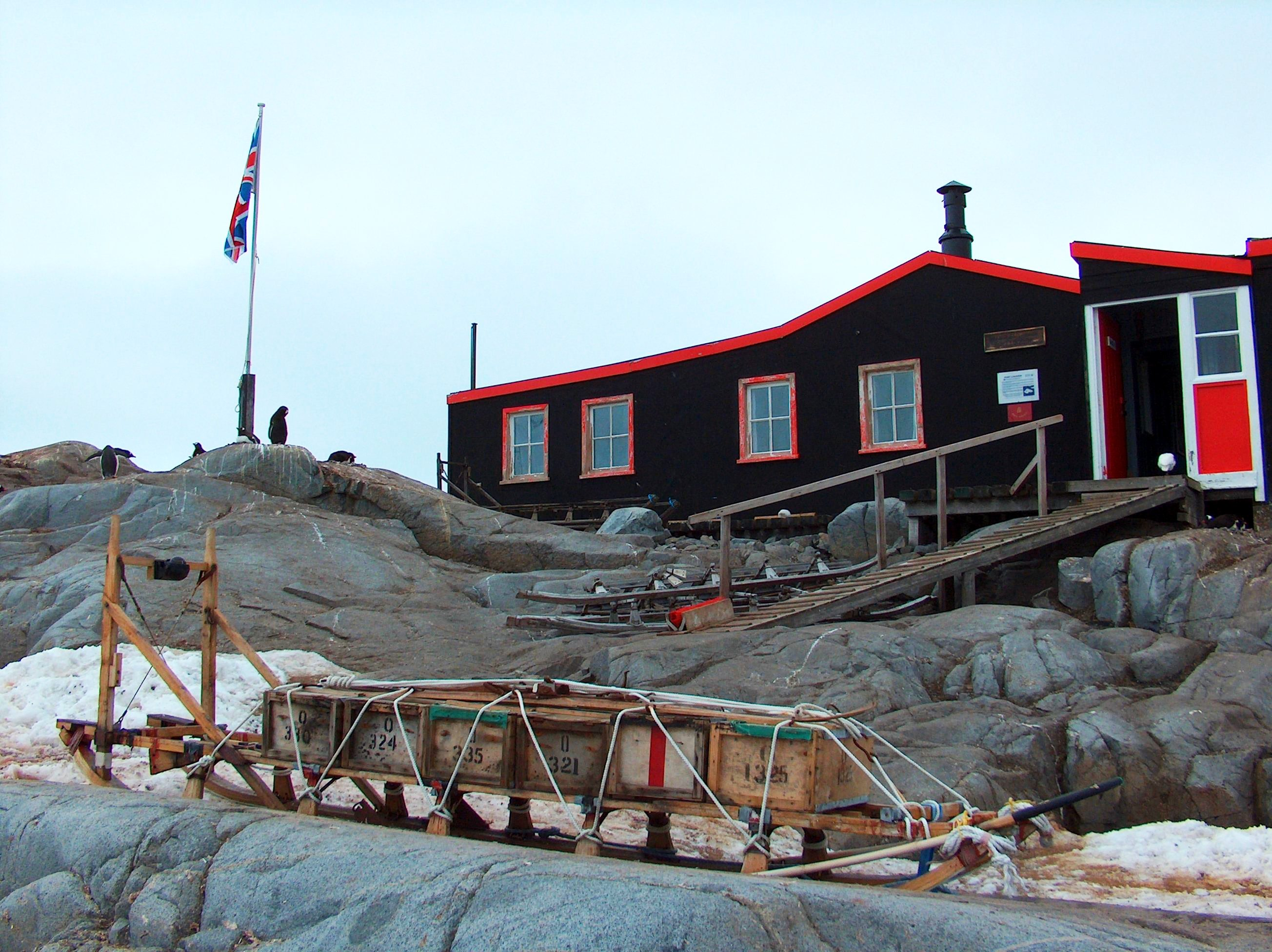
Port Lockroy har blivit restaurerat och omgjort till ett museum.

Port Lockroy är en naturlig hamn på Wienckeön i Antarktis. Den upptäcktes 1903 av en fransk expedition under ledning av Jean-Baptiste Charcot. Port Lockroy användes som hamn för fabriksfartyg, och under andra världskriget anlade Storbritannien en bas här, Base A på den lilla Goudierön, i samband med Operation Tabarin. Efter kriget fortsatte basen som forskningsstation fram till 1962.
År 1996 blev Port Lockroy rensat och restaurerat, och är nu museum och postkontor, drivet av United Kingdom Antarctic Heritage Trust. Den tidigare basen kom 1995 med på listan över historiska städer och kulturminnen i Antarktis och är skyddad av bestämmelsen som är given i Antarktisfördraget. Port Lockroy anlöps av ett antal kryssningsfartyg.
Port Lockroy är uppkallat efter Édouard Lockroy (1838-1913), en fransk politiker som hjälpte Charcot och skaffade statligt stöd till den franska expeditionen.

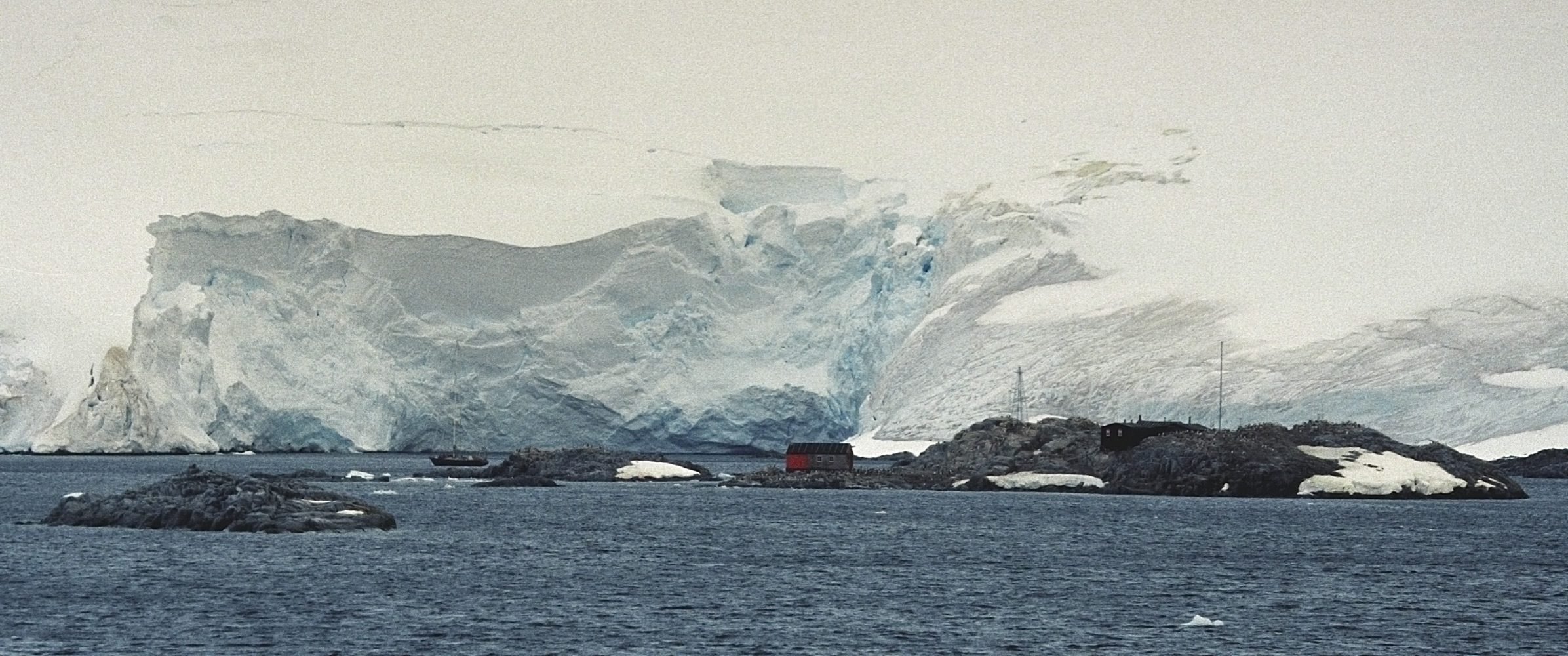
Port Lockroy 2000

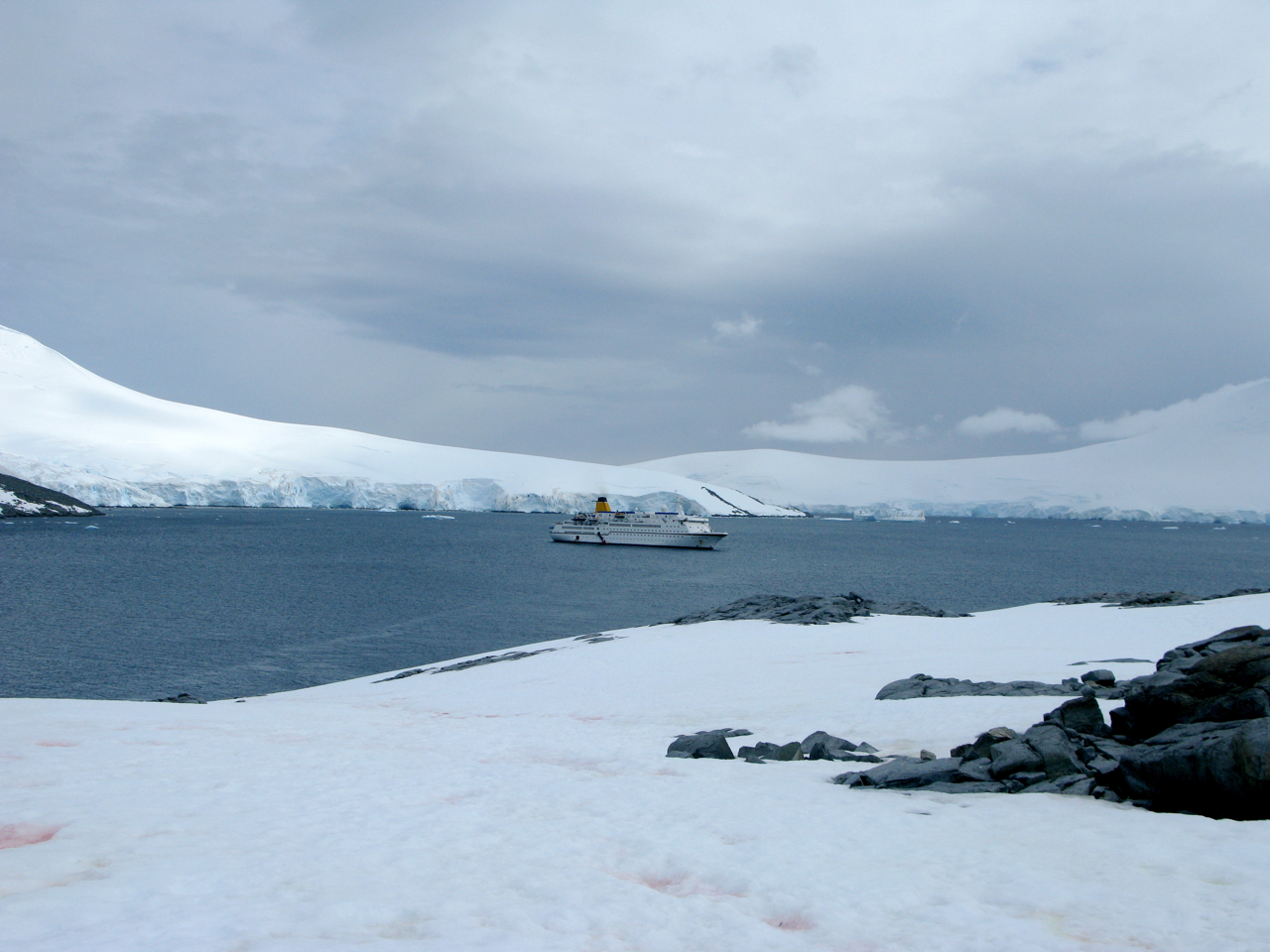
Turistfärja 2009